# سندرم روده تحریک‌پذیر
سندرم روده تحریک‌پذیر یا آی‌بی‌اِس (IBS‏) نوعی اختلال در عملکرد روده است که با درد مزمن در ناحیه شکم، احساس ناراحتی، نفخ و تغییرات در عادات روده‌ای،
بدون هرگونه علت ارگانیک دیگری، مشخص می‌شود. اسهال یا یبوست می‌توانند علامت غالب باشند که ممکن است به صورت متناوب ظاهر شوند.
نوعی از این بیماری که در آن اسهال علامت غالب باشد IBS-D و نوعی که یبوست علامت غالب را تشکیل دهد IBS-C، نامیده و به نوعی که این دو علامت متناوباً ظاهر شوند IBS-A می‌گویند. آی‌بی‌اس ممکن است پس از یک عفونت به وجود آید که آن را آی‌بی‌اس پس از عفونت، یا IBS-PI نامند.
یک واقعهٔ استرس‌زا در زندگی یا شروع بلوغ، می‌تواند بدون علت پزشکی دیگری، آغازگر آی‌بی‌اس باشد. حالت‌های مختلفی از جمله عدم جذب فروکتوز، بیماری سلیاک، عفونت‌های خفیف و عفونت‌های انگلی مانند ژیاردیازیس، انواع بیماری‌های التهابی روده، یبوست مزمن عملکردی، و دردهای عملکردی مزمن در ناحیه شکم ممکن است به صورت آی‌بی‌اس تظاهر کنند. در آی‌بی‌اس، آزمایش‌های معمول بالینی هیچ‌گونه اختلالی را نشان نمی‌دهند، هر چند روده‌ها ممکن است حساسیت بیشتری نسبت به برخی محرک‌های خاص مانند تست عبور بالون نشان دهند.
علی‌رغم آنکه علت دقیق آی‌بی‌اس مشخص نیست، رایج‌ترین تئوری این است که آی‌بی‌اس از اختلال در تعامل میان مغز و دستگاه گوارش پدید می‌آید، اگرچه ممکن است نوعی اختلال در فلور روده‌ها یا دستگاه ایمنی بدن نیز در ایجاد آن نقش داشته باشد.
آی‌بی‌اس در اغلب بیماران منجر به شرایط خطرناک نمی‌شود اما به‌خاطر عوارض جانبی همچون درد مزمن و خستگی، می‌تواند هزینه‌های درمانی بیمار را افزایش داده و باعث افزایش غیبت بیماران از محل کارشان شود. محققان گزارش کرده‌اند که شیوع بالای سندرم روده تحریک‌پذیر، می‌تواند باعث افزایش هزینه‌های اجتماعی گردد. این بیماری همچنین یک بیماری مزمن است که می‌تواند کیفیت زندگی بیمار را به طرز چشم‌گیری تحت تأثیر قرار دهد.

## انواع
- نوع «اسهال غالب»[پ ۱۴] (آی‌بی‌اس  نوع D[پ ۱۵])
- نوع «یبوست غالب»[پ ۱۶] (آی‌بی‌اس  نوع C[پ ۱۷])
- آی‌بی‌اس با الگوی متناوب مدفوع (آی‌بی‌اس نوعA[پ ۱۸] یا درد غالب[پ ۱۹][۲۸])
- آی‌بی‌اس بعد از عفونت:[پ ۲۰] در برخی از افراد، آی‌بی‌اس ممکن است شروع حادی داشته و پس از یک بیماری عفونی توسعه پیدا کند، که این نوع با دو یا چند علامت از این علایم مشخص می‌شود: تب، استفراغ، اسهال، یا کشت مثبت مدفوع.[پ ۲۱]

## تاریخچه
در طی دهه‌های قبل آی‌بی‌اس به مانند امروز شایع نبود، زیرا استفاده از آنتی‌بیوتیک‌های قوی و داروهای دیگری که مخل رشد طبیعی، سلامت و تعادل باکتری‌های روده هستند رواج امروزی را نداشت. پزشکان سنتی همچنان از گیاهان طبیعی غیرتهاجمی به‌جای آنتی‌بیوتیک برای درمان عفونت‌های باکتریایی استفاده می‌کنند. داروهای پیشخوانی که در داروخانه عرضه می‌شوند می‌توانند برای بدن، بسیار تهاجمی‌باشند. دهه‌ها قبل، در برداشت میوه‌ها و سبزیجات تازه، از مواد شیمیایی اندکی استفاده می‌شد در حالی که امروزه تقریباً و سریعاً تمام میوه‌ها و سبزیجات موجود در فروشگاه‌های زنجیره‌ای، با چندین ماده شیمیایی آغشته شده‌اند و گوشت گاو موجود در قفسه‌ها از کشتزارهایی آمده‌است که در آن گاوها غذاهای حاوی مواد شیمیایی متعدد مصرف نموده‌اند. رژیم غذایی امروز ما مملو از غذاهایی‌است که مواد نگهدارنده فراوانی داشته و از ارزش غذایی کمی برخوردارند. در گذشته، غذاهایی که به‌طور معمول وارد بازار مواد غذایی می‌شدند خالی از مواد نگهدارنده بودند که به همین دلیل در اغلب موارد سریعاً فاسد می‌شدند. آن مواد، ارزش غذایی بالایی داشتند. از مدت‌ها قبل، سندرم روده تحریک‌پذیر وجود داشته، لیکن بیشتر یک مشکل نادر روده نامنظم تلقی می‌شد. محقق براون در مقاله‌ای در مجله پزشکی کوه‌های راکی از اولین کسانی بود که به سال ۱۹۵۰ به مفهوم "آی‌بی‌اس" اشاره کرد. این اصطلاح برای دسته‌بندی بیمارانی که علائم گسترده اسهال، درد شکمی و یبوست داشتند ولی عوامل شناخته شده عفونی در آنان یافت نمی‌شد، به‌کار می‌رفت. تئوری‌های اولیه، عوامل استرس‌زا و مشکلات روانی را باعث بروز آی‌بی‌اس دانستند.

## علل بیماری
علت سندرم روده‌تحریک‌پذیر شناخته شده نیست، اما چندین فرضیه پیشنهاد شده‌است. عفونت‌های حاد دستگاه گوارش خطر گسترش و توسعه آی بی اس را افزایش می‌دهد. عوامل دیگری که احتمال ابتلا به انواع این سندرم به‌غیر از نوع بعد از عفونت را زیاد می‌کنند، جوانی، تب طولانی مدت، اضطراب و افسردگی می‌باشند. پیشنهادهای منتشر شده در سال ۱۹۹۰ پیرامون علت بیماری، نقش «محور مغز - روده» را در این بیماری آشکار ساخت، مطالعه‌ای با عنوان پاسخ محور مغز- روده به تنش و تحریک کولینرژیک در سندرم روده تحریک‌پذیر، که در مجله بالینی گوارش در سال ۱۹۹۳ منتشر شده‌است. همچنین یک مطالعه منتشر شده در مجله گوارشی گات به سال ۱۹۹۷ پیشنهاد کرده که آی‌بی‌اس بر اثر اختلال در عملکرد متقابل محور مغز - روده رخ می‌دهد. عوامل روانی نیز ممکن است در علت‌شناسی آی‌بی‌اس مهم باشند. رژیم‌های غذایی سرشار از مواد محرک، دخانیات و مشروبات الکلی در وقوع این سندروم مؤثرند.

### واکنش‌های ایمنی
پژوهش‌های منتشر شده در اواخر سال ۱۹۹۰ میلادی حکایت از تغییرات زیست‌شیمیایی خاص موجود در نمونه‌های بافتی و نمونه سرمی بیماران آی‌بی‌اس دارد. این مطالعات سیتوکین‌ها و فراورده‌های ترشحی را در بافت‌های گرفته شده از بیماران مبتلا به آی‌بی‌اس شناسایی کردند. سیتوکین‌های شناسایی شده در بیماران مبتلا به آی‌بی‌اس، التهاب تولید می‌کنند و با پاسخ ایمنی بدن همراه هستند.

### عفونت‌های فعال

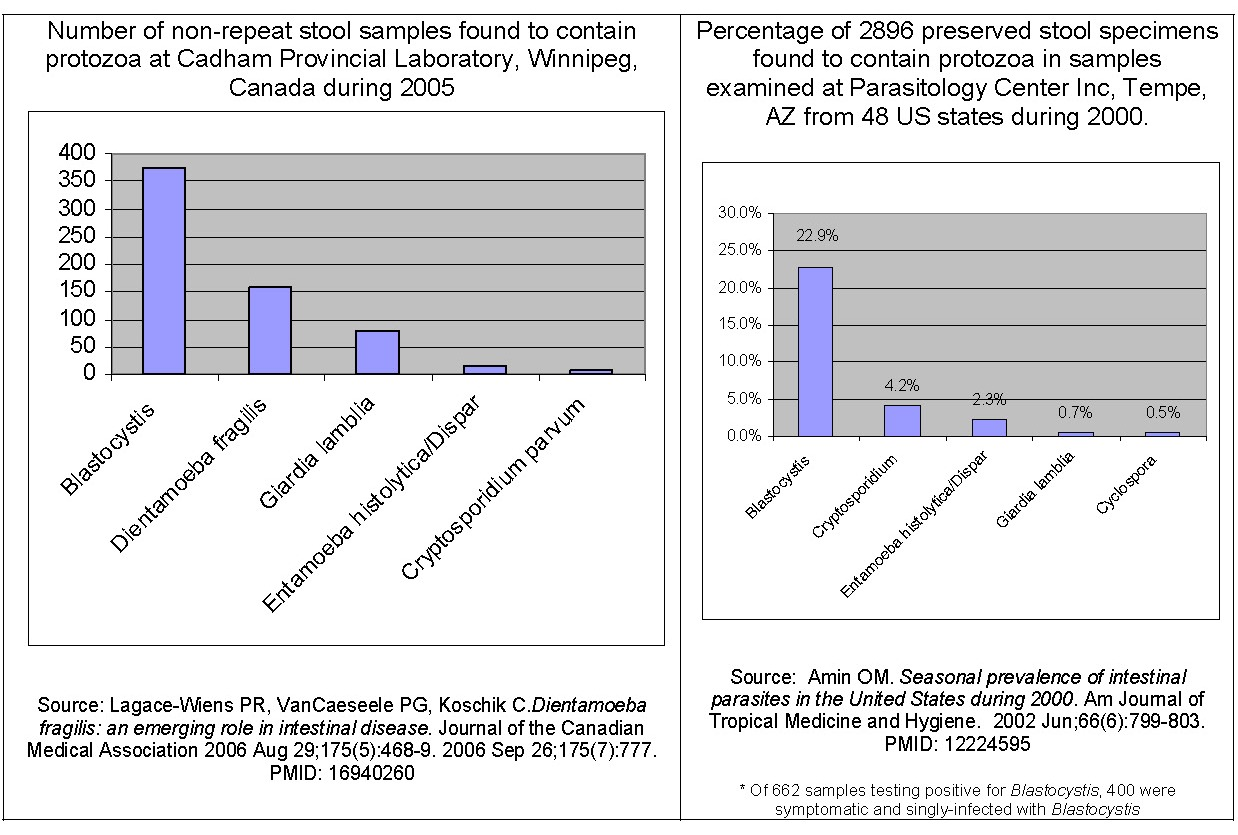
شیوع عفونت‌های پروتوزوآیی در کشورهای صنعتی (آمریکا و کانادا) در قرن بیست‌ و یکم.

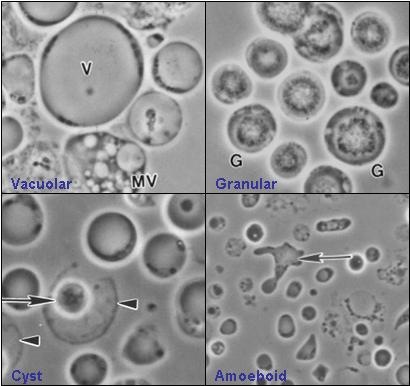
بلاستوسیستیس

تحقیقاتی در تأیید این موضوع که آی‌بی‌اس توسط برخی عفونت‌های فعال کشف نشده ایجاد می‌شود، وجود دارد. اخیراً یک مطالعه نشان داد که آنتی‌بیوتیک ریفاکسیمین شرایط پایداری را برای تسکین بیماران مبتلا به آی‌بی‌اس فراهم می‌سازد. در حالی که برخی از پژوهشگران این موضوع را به عنوان مدرکی دال بر این‌که آی‌بی‌اس به عوامل کشف ناشده عفونی مرتبط است، تلقی می‌کنند، برخی دیگر معتقدند بیماران مبتلا به آی‌بی‌اس از رشد بیش از حد فلور روده‌ای رنج می‌برند و آنتی‌بیوتیک‌ها در کاهش همین رشد بیش از حد مؤثر هستند. این حالت به رشد بیش از حد باکتری‌ها در روده باریک معروف است. محققان دیگر بر بیماری‌های پروتوزوآیی تشخیص داده نشده، به عنوان علت آی‌بی‌اس متمرکز هستند. مخصوصاً که برخی از عفونت‌های پروتوزوایی در بیشتر موارد در بیماران مبتلا به آی‌بی‌اس رخ می‌دهند. دو پروتوزوا تحت بررسی قرار دارند که در کشورهای صنعتی دارای شیوع بالایی می‌باشند و در آلوده ساختن روده نقش دارند، اما در مورد آن‌ها شناخت کمی وجود دارد تا بتوان آن‌ها را به عنوان عامل بیماری‌زا در این بیماری در نظر گرفت.
بلاستوسیستیس یک ارگانیسم پروتوزوایی است که به عنوان عامل تولید علائم درد شکم، یبوست و اسهال در بیماران مبتلا به این بیماری گزارش شده‌است لیکن این گزارش از سوی برخی از پزشکان مورد انتقاد قرار گرفته‌است. مطالعات انجام شده در بیمارستان‌های تحقیقاتی کشورهای مختلف میزان بالای عفونت با بلاستوسیستیس را در بیماران مبتلا به آی‌بی‌اس شناسایی کرده‌است، این میزان از کالج بهداشت و پزشکی گرم‌سیری لندن ۳۸ ٪، گزارش شده‌است. از سوی بخش گوارش دانشگاه آقاخان واقع در پاکستان همین میزان ۴۷ درصد گزارش گردیده‌است. همچنین مؤسسه بیماری‌ها و بهداشت همگانی در دانشگاه آنکونای ایتالیا این میزان را ۱۸٫۱ درصد گزارش کرده‌است. گزارش‌های به دست آمده از پژوهش‌ها هر سه گروه نام‌برده نشان می‌دهد که شیوع بلاستوسیستیس در غیرمبتلایان به این سندروم در حدود ۷٪ است. پژوهشگران همچنین متذکر شده‌اند که در تشخیص‌های بالینی موفق به شناسایی عفونت یادشده شده‌اند. بلاستوسیستیس ممکن است به درمان با داروهای آنتی پروتوزوایی معمول، پاسخ ندهد.
دی‌انتاموبافراژیلیس یک ارگانیسم پروتوزوایی دیگر است که درد شکمی و اسهال تولید می‌کند. مطالعات بروز بالای این عفونت را در کشورهای توسعه یافته گزارش کرده‌اند. نشانه‌های بیماران با درمان آنتی‌بیوتیکی برطرف می‌گردد. یک مطالعه انجام شده بر روی یک گروه بزرگ از بیماران مبتلا به نشانه‌های شبیه به آی‌بی‌اس، پیدا شدن عفونت دی‌انتاموبافراژیلیس در این بیماران را گزارش کرده‌است و تجارب قطعی حکایت از درمان این نشانه‌ها با آنتی‌بیوتیک دارد. پژوهشگران اشاره کرده‌اند که با استفاده از روش‌های بالینی ممکن است شناسایی برخی از موارد عفونت با دی‌انتاموبافراژیلیس در این بیماران میسر شود. همچنین این عفونت ممکن است در افراد بدون آی‌بی‌اس نیز پیدا شود.

## تشخیص
هیچ تست آزمایشگاهی یا تصویربرداری پزشکی خاصی که بتواند برای تشخیص آی‌بی‌اس به‌کار گرفته شود، وجود ندارد. کنترل سندروم روده تحریک‌پذیر تشخیص آی‌بی‌اس در شرایطی مطرح می‌شود که علایمی مشابه علایم آی‌بی‌اس ایجاد می‌شود، سپس از روشی برای دسته‌بندی علائم بیمار پیروی می‌گردد. رد کردن عفونت‌های انگلی، عدم تحمل لاکتوز، رشد بیش از حد باکتری‌ها در روده باریک و بیماری سلیاک برای تمام بیماران قبل از تشخیص آی‌بی‌اس پیشنهاد شده‌است. توصیه می‌شود که بیماران مبتلا به این بیماری که سن بیش از ۵۰ سال دارند، تحت غربال‌گری با کولون‌بینی قرار گیرند.

### علائم
علائم اولیه سندرم روده تحریک‌پذیر عبارتند از: درد یا احساس ناراحتی در ناحیه شکم همراه با اسهال و یبوست‌های مکرر و نیز تغییر در عادات روده‌ای. همچنین ممکن است احساس ضرورت برای اجابت مزاج، احساس تخلیه ناقص یا زورپیچ، نفخ و گشادگی شکم نیز وجود داشته باشد. افراد مبتلا به آی‌بی‌اس اغلب بیش از دیگران دچار ریفلاکس معده‌ای مروی، علائم مربوط به دستگاه تناسلی- ادراری، علائم روانی از قبیل افسردگی و اضطراب، فیبرومیالژیا، سندرم خستگی مزمن، سردرد و کمردرد می‌شوند.

### تشخیص‌های افتراقی
از آنجا که علت‌های بسیاری برای اسهال شبیه به اسهال موجود در نشانه‌های آی‌بی‌اس وجود دارد، انجمن متخصصین گوارش در آمریکا مجموعه‌ای از دستورالعمل‌ها را برای انجام آزمایش‌هایی در ردکردن دیگر علل این قبیل نشانه‌ها منتشر ساخته‌اند. این موارد شامل عفونت‌های گوارشی، عدم تحمل لاکتوز و بیماری سلیاک می‌باشند. پژوهش‌ها حکایت از آن دارند که این دستورالعمل همیشه هم قابل پیروی‌کردن نیست.
هنگامی که سایر علل مسبب بیماری حذف گردیدند، برای تشخیص آی‌بی‌اس از یک الگوریتم تشخیصی استفاده می‌گردد. الگوریتم‌های شناخته‌شده شامل کرایتریای «منینگ»، معیار یا کرایتریای منسوخ شدهٔ «رم» یک و دو، کرایتریای کرویس و مطالعاتی که قابلیت اطمینان‌شان را حفظ کرده‌اند، می‌باشند. شکل تکامل یافتهٔ کرایتریای «رُم سه» نیز در سال ۲۰۰۶ منتشر شده بود. هر یک از پزشکان ممکن است با کمک گرفتن از یکی از دستورالعمل‌های ذکرشده یا با تکیه بر تجربیاتی که از بیماران گذشته خود کسب کرده‌اند، انتخاب خود را در این زمینه انجام دهند. الگوریتم تشخیصی ممکن است شامل برخی آزمایش‌های اضافی به منظور مراقبت در برابر اشتباهات تشخیصی و جلوگیری از شناختن بیماری‌های دیگر به عنوان آی‌بی‌اس باشد. نشانه‌هایی که به عنوان «پرچم سرخ» شناخته می‌شوند، ممکن است شامل کاهش وزن، خون‌ریزی گوارشی، کم‌خونی یا نشانه‌های شبانه(علائمی که در شب ظاهر می‌شوند) باشند. با این حال پژوهندگان یادآور شده‌اند که شرایط پرچم قرمز ممکن است همیشه به دقت در تشخیص کمکی نکنند. برای نمونه بیش از ۳۱ ٪ از بیماران مبتلا به آی‌بی‌اس در مدفوع خود خون دارند. الگوریتم تشخیصی، نامی را مشخص می‌کند که می‌توان آن را بر روی وضعیت بیماری گذاشت که ترکیبی از علایم اسهال، درد شکم و یبوست دارد. به عنوان مثال، عبارت «۵۰٪ از مسافران بازگشته از مسافرت دچار اسهال عملکردی بودند، در حالی که در ۲۵٪ آن‌ها، سندرم روده‌تحریک‌پذیر ایجاد شده بود.» بدین معنا است که نیمی از مسافران اسهال داشته‌اند، در حالی که در یک چهارم آن‌ها اسهال با درد در ناحیه شکم همراه شده بوده‌است. در حالی که برخی پژوهشگران عقیده دارند که این سامانه طبقه‌بندی به درک پزشکان از آی‌بی‌اس کمک خواهد کرد، دیگر پژوهشگران ارزش‌های چنین سامانه‌ای را زیر سؤال برده‌اند و پیشنهاد کرده‌اند که تمام بیماران مبتلا به آی‌بی‌اس، دچار بیماری زمینه‌ای مشابه با هم هستند، لیکن نشانه‌های هرکدام با دیگری متفاوت است. یک مطالعه که اخیراً انجام شده در همین راستاست و نشان داده‌است که یبوست یا اسهال تظاهرات متفاوتی از همان شرایط زمینه‌ای به نظر می‌رسند، که محصولی از احتباس مدفوع در مخازن روده بزرگ است. پرتونگاری شکم زمان انتقال (ترانزیت) روده بزرگ و نحوهٔ عبور و پخش مدفوع را مورد تجزیه و تحلیل قرار می‌دهد که این موارد به میزان قابل توجهی با نفخ و درد در ناحیه شکم در ارتباط می‌باشند؛ بنابراین یک گروه از بیماران که در مقایسه با گروه شاهد، دچار یک افزایش در میزان بارگذاری مدفوع هستند، شناسایی می‌شوند که البته زمان ترانزیت روده بزرگ در آن‌ها نسبت به گروه شاهد برابر یا کمتر است. این موضوع نشان می‌دهد که الگوی اجابت مزاج مقدار مدفوع باقی‌مانده در روده بزرگ را منعکس نمی‌کند و این پدیده یبوست پنهان نامیده می‌شود. پدیده‌ای که ممکن است به رشد بیش از حد باکتریایی مربوط باشد.

### اشتباهات تشخیصی
تحقیقات نشان می‌دهد که بیماری برخی از بیماران مبتلا به علل قابل درمان اسهال به اشتباه آی‌بی‌اس تشخیص داده می‌شود. نمونه‌های معمول عبارتند از:
- بیماری‌های عفونی
- بیماری سلیاک:[۶۴] بیماری سلیاک اغلب به اشتباه به عنوان آی‌بی‌اس تشخیص داده می‌شود. کالج گوارش آمریکا[پ ۵۰] توصیه کرده‌است که همه بیماران مبتلا به آی‌بی‌اس از نظر بیماری سلیاک آزمایش شوند.[۶۵]
- هلیکوباکترپیلوری[پ ۵۱][۶۶][۶۷]
- انگل.[۱۵][۶۸][۶۹]

استفاده مزمن از برخی از داروهای آرام بخش-خواب‌آور به خصوص بنزودیازپین‌ها ممکن است باعث تحریک روده شده و نشانه‌هایی ایجاد کند که این نشانه‌ها می‌توانند به اشتباه در تشخیص آی‌بی‌اس منجر گردند.

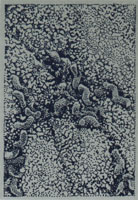
هلیکوباکتر پیلوری
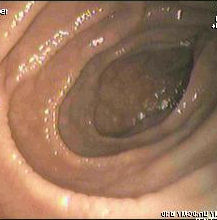
سلیاک
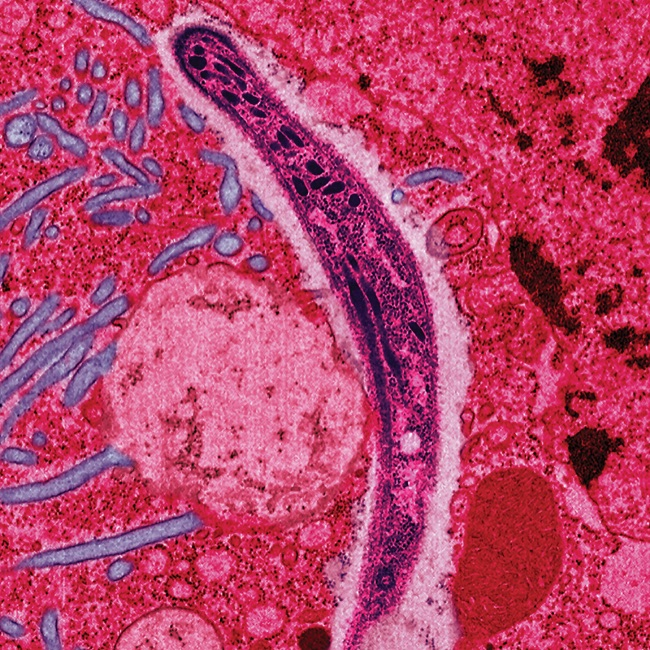
بیماری عفونی (مالاریا)

## درمان
اگرچه درمان قطعی برای آی‌بی‌اس وجود ندارد، می‌توان از برخی درمان‌ها برای تسکین علائم بهره گرفت، از جمله تنظیم وضعیت غذایی بیمار، برخی داروها و مداخلات روان‌پزشکی. همچنین آموزش دادن به بیمار و وجود یک رابطهٔ خوب میان پزشک و بیمار نیز حائز اهمیت است.

### رژیم غذایی
برخی افراد مبتلا به آی‌بی‌اس احتمالاً دچار عدم تحمل مواد غذایی هستند. در سال ۲۰۰۷ شواهد کافی برای توصیه یک رژیم غذایی محدود وجود نداشت. بسیاری از تغییرات در رژیم غذایی بهبود علائم سندرم روده تحریک‌پذیر را در پی داشته‌اند. تعدادی از این تغییرات، در برخی گروه‌ها مؤثر بوده‌اند. برای نمونه عدم تحمل لاکتوز و سندرم روده‌تحریک‌پذیر نشانه‌های مشابهی پس از آزمایش یک رژیم غذایی بدون لاکتوز داشته‌اند. کاهش رژیم غذایی حاوی فروکتوز و فروکتان در بیماران با رژیم غذایی خاص علائم را در بیماران مبتلا به سوء جذب فروکتوز و سندرم روده تحریک‌پذیر را با موفقیت کاهش داده‌است. در حالی‌که بسیاری از بیماران مبتلا به آی‌بی‌اس معتقدند دارای نوعی عدم تحمل غذایی هستند، تلاش‌های آزمایشگاهی برای تبیین نقش حساسیت‌های غذایی در آی‌بی‌اس ناامیدکننده بوده‌است. هیچ‌گونه شاهدی وجود ندارد که هضم غذا و جذب مواد مغذی، برای کسانی که با آی‌بی‌اس در سطوح مختلف درگیر هستند، به نسبت افرادی که به این بیماری دچار نیستند، مشکل‌تر است.
با این حال، در برخی بیماران آی‌بی‌اس به دلیل افزایش حساسیت احشایی، بسیاری از عادات غذایی می‌تواند پاسخ گوارشی شدیدی به همراه داشته باشد که می‌تواند به درد شکمی همراه با اسهال یا یبوست منجر شود.
فیبر

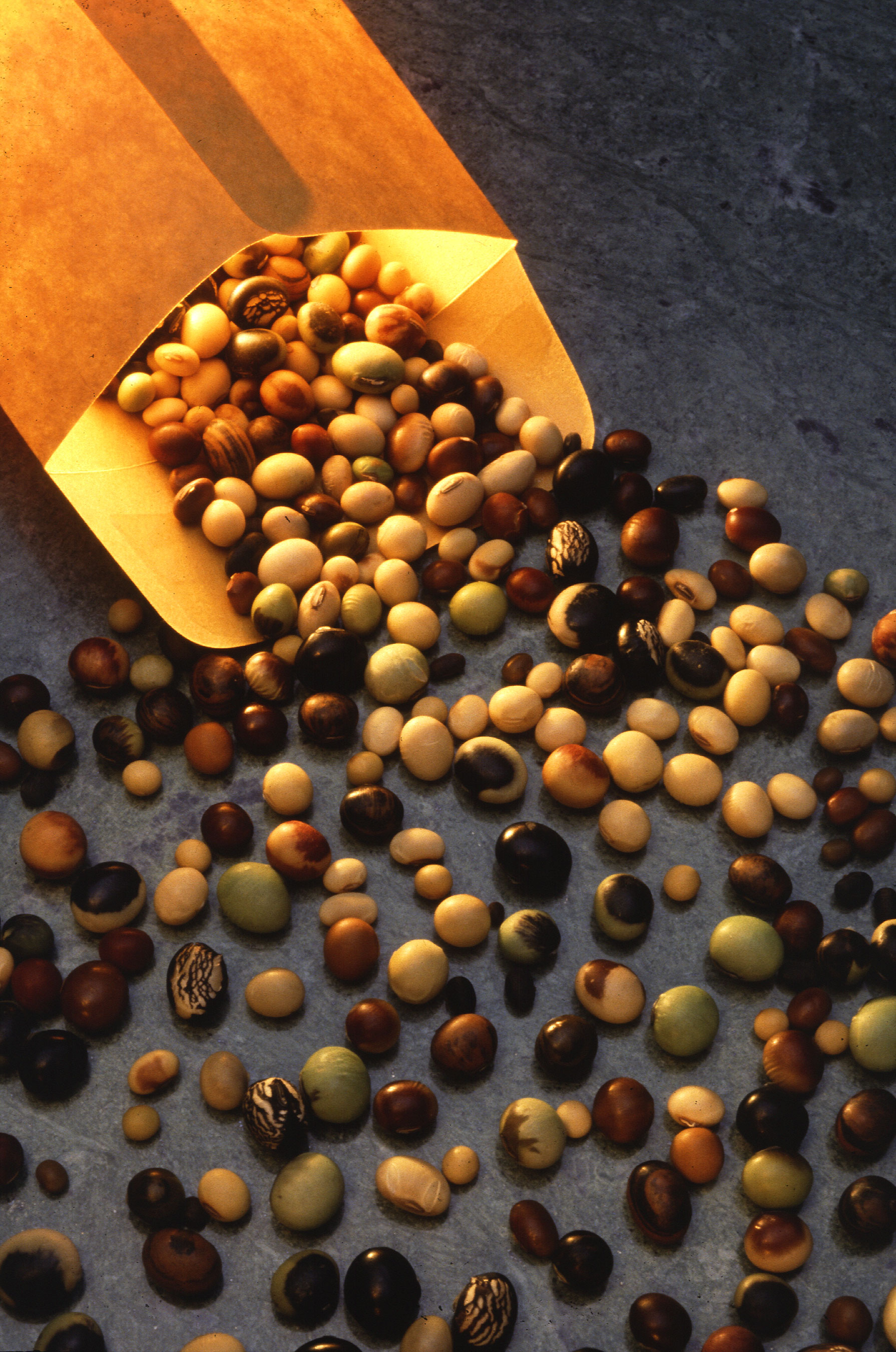
دانه‌های سویا، رژیم حاوی مقادیر زیادی فیبر می‌باشند.

شواهد قانع‌کننده‌ای وجود دارد که محلول‌های حاوی فیبر مانند پسیلیوم، در مبتلایان به آی‌بی‌اس عموماً مؤثر است. فیبرهای نامحلول مانند سبوس تأثیر در کاهش علائم آی‌بی‌اس نشان نداده‌اند و در برخی افراد، فیبرهای نامحلول می‌توانند باعث تشدید علائم شوند.
فیبر ممکن است در کسانی که دچار یبوست شده باشند مفید باشد. در بیماران با آی‌بی‌اس نوع یبوست غالب مصرف روزانه ۲۰ گرم فیبر محلول می‌تواند نشانه‌های کلی را کاهش دهد، اما درد را کاهش نمی‌دهد. در یک متا آنالیز نشان داده شد که فیبر محلول در بهبود علائم کلی آی‌بی‌اس مؤثر بوده اما هیچ‌کدام از انواع فیبر درد را کاهش نمی‌دهند. در مطالعات موفق روزانه ۱۰ تا ۳۰ گرم پسیلیوم استفاده شده‌است. یک مطالعه به‌طور خاص به بررسی اثر دوز پرداخت و نشان داد که ۲۰ گرم پسیلیوم از ۱۰ گرم مؤثرتر بوده و معادل ۳۰ گرم در هر روز کارایی دارد. یک مطالعه کنترل نشده اشاره کرد علائم با فیبر نامحلول افزایش یافته‌است.
در مقایسه با گروه شاهد مشخص نیست که آیا این علائم واقعاً افزایش یافته‌است. اگر نشانه‌ها افزایش یافته‌است، معلوم نیست که آیا این بیماران دچار اسهال غالب شده بودند (که می‌تواند توسط فیبر نامحلول تشدید شود) یا این تشدید علائم موقت بوده و قبل از آغاز بهبودی رخ می‌دهد.

### دارودرمانی
داروهایی که ممکن است در درمان آی‌بی‌اس به‌کار روند، نرم‌کننده‌های مدفوع و ملین‌ها در نوع یبوست غالب و ضداسهال‌ها مانند اوپیئویدها، کدئین، دیفنوکسیلات و لوپرامید در فرم اسهال غالب، با علایم خفیف، می‌باشند. داروهای مؤثر بر سروتونین (۵-HT) می‌توانند به کاهش علائم در روده‌ها کمک کنند. سروتونین حرکات روده را افزایش می‌دهد، بنابراین آگونیست می‌تواند به فرم یبوست غالب آی‌بی‌اس کمک نماید درحالی که آنتاگونسیت می‌تواند باعث بهبودی فرم اسهال غالب آی‌بی‌اس شود.
ملین‌ها
برای بیمارانی که به درمان با رژیم غذایی حاوی فیبر پاسخ نمی‌دهند، مسهل‌هایی مانند گلیکول‌پلی‌اتیلن، سوربیتول و لاکتولوز می‌توانند مؤثر باشند.
لوبیپروستون، یک عامل دستگاه گوارش است که برای درمان یبوست مزمن ایدیوپاتیک و یبوست غالب آی‌بی‌اس مورد استفاده قرار می‌گیرد و به‌خوبی توسط بزرگسالان و کهن‌سالان تحمل می‌شود ولی تا ژوئیه ۲۰۰۶ دربارهٔ اثرات این دارو در کودکان تحقیقی صورت نگرفته‌است.
ضداسپاسم‌ها
استفاده از داروهای ضداسپاسم آنتی‌کولینرژیک مانند هیوسین ان بوتیل بروماید یا دی سیکلومین ممکن است به بیماران، به ویژه کسانی که به اسهال دچارند کمک کند. یک متاآنالیز انجام شده توسط بنیاد همیاری کوکران نشان داد از هر ۶ بیمار که با داروی ضداسپاسم معالجه شوند، ۱ بیمار درمان خواهد شد. ضداسپاسم‌ها را می‌توان در دو گروه تقسیم کرد:
- نروتروپتیکها[پ ۵۹] مانند آتروپین، که بر فیبر عصبی پاراسمپاتیک اثر می‌گذارد. همچنین بر سایر اعصاب نیز اثر گذاشته و دارای عوارض جانبی نیز است.
- ماسکوال تروپتیک‌ها[پ ۶۰] مانند مبورین، که مستقیماً روی عضله صاف دستگاه گوارش اثر می‌گذارد و بدون تأثیر بر تحرک روده، اسپاسم موجود را تسکین می‌دهد.

ضدافسردگی‌های سه‌حلقه‌ای
شواهد قوی وجود دارد که دوزهای پایین داروهای ضدافسردگی سه‌حلقه‌ای می‌تواند در درمان آی‌بی‌اس، به خصوص نوع اسهال غالب مؤثر باشد. شواهد اندکی از اثربخشی سایر داروهای ضدافسردگی مانند SSRIها وجود دارد البته برخی از این داروها مانند فلوکستین در درمان تعدادی از بیماران با آی‌بی‌اس نوع یبوست غالب مفید بوده‌اند. یک متاآنالیز آزمایش‌های کنترل شده تصادفی نشان داد که از هر سه بیماری که تحت معالجه با ضدافسردگی‌های سه‌حلقه‌ای قرار گرفته‌اند یک نفر بهبود یافته‌است. یک مطالعه کنترل شده تصادفی جداگانه، نشان داد که ضدافسردگی‌های سه‌حلقه‌ای بهترین راه حل برای بیماران مبتلا به آی‌بی‌اس اسهال غالب هستند.
سروتونین آگونیست‌ها
تگاسرود، که یک آگونیست انتخابی گیرنده ۵-HT۴ به‌شمار می‌رود، در آی‌بی‌اس نوع C، برای برطرف کردن یبوست در زنان مبتلا به سندرم روده تحریک‌پذیر که از یبوست رنج می‌برند و همین‌طور برای رفع یبوست مزمن ایدیوپاتیک در مردان و زنان، قابل استفاده است. در روز سی‌ام مارس سال ۲۰۰۷، اداره مواد غذائی و داروئی ایالات متحده آمریکا از شرکت داروسازی نوارتیس درخواست نمود که به صورت داوطلبانه از ادامه فروش و بازاریابی داروی تگاسرود خودداری نماید، چرا که یافته‌های جدید در مورد این دارو، حکایت از افزایش جدی خطر بروز حوادث قلبی عروقی و عوارض جانبی دیگر مرتبط با قلب، بر اثر استفاده از این دارو داشت. بدین ترتیب شرکت داروسازی نوارتیس متعهد شد به‌طور داوطلبانه فروش و بازاریابی این دارو را در سطح ایالات متحده و همین‌طور در بسیاری از کشورهای دیگر به حالت تعلیق درآورد.
با این وجود، در روز ۲۷ ژوئیه سال ۲۰۰۷، اداره دارو و غذای آمریکا برنامه‌ای را برای استفادهٔ محدود درمانی از تگاسترود در سطح ایالات متحده به تصویب رساند که برمبنای آن، به بیماران نیازمند به دارو، در صورتی که هیچ درمان جایگزین قابل مقایسه با داروی تگاسترود برایشان قابل دسترسی نباشد، اجازه داده می‌شد که برای درمان بیماری خویش، امکان دسترسی محدود به این دارو داشته باشند. در همین ارتباط اداره دارو و غذا در ایالات متحده آمریکا، پیش بر این، دو هشدار، در مورد پیامدهای جدی محتمل بر اثر مصرف داروی تگاسرود صادر کرده‌است.
در سال ۲۰۰۵، تگاسرود، از سوی اتحادیه اروپا، به عنوان یک داروی مورد قبول در درمان سندرم روده تحریک‌پذیر، پذیرفته نشد و استفاده از آن مردود اعلام گردید. با این وجود این دارو، در ایالات متحده با عنوان زلنورم به بازار عرضه گردید، درحالی‌که تنها عاملی که موجب تأیید آن در درمان سندرم روده تحریک‌پذیر شده بود، برطرف شدن علائم متعددی از بیماری، از جمله یبوست، درد شکم و نفخ توسط این دارو (البته تنها در زنان) بود. تجزیه و تحلیل‌های بالینی (متاآنالیز) به عمل آمده توسط بنیاد همی‌اری کوکران [که برای تحقیقات پزشکی بر روی هزاران داوطلب تشکیل شده‌است] حکایت از آن داشت که از ۱۷ نفر که با دوز معمول داروی تگاسترود تحت معالجه قرار می‌گیرند، یک نفر درمان خواهد شد.
- به نظر می‌رسد که ضدافسردگی‌های مهارکننده انتخابی بازجذب سروتونین (SSRIs)، به دلیل اثرات سروتونرژیک خود، برای کمک به مبتلایان آی‌بی‌اس، به ویژه بیماران یبوست غالب، مناسب باشند. مطالعات ابتدایی کراس اور یا متقاطع[۹۶] و همین‌طور کارآزمایی‌های کنترل شده تصادفی[۹۷][۹۸][۹۹] از این نقش داروهای مذکور، حمایت می‌کنند.

سروتونین آنتاگونیست‌ها
آلوسترون، که یک آنتاگونیست انتخابی گیرنده ۵-HT۳ به‌شمار می‌رود، برای آی‌بی‌اس نوع D و سیلانسترون (یک آنتاگونیست انتخابی گیرنده ۵-HT۳ دیگر) به عنوان درمان‌های دیگر آی‌بی‌اس، مورد کارآزمایی بالینی قرار گرفته‌اند. هرچند که با توجه به ظهور اثرات نامطلوب و عوارض جانبی شدید مانند کولیت ایسکمیک و یبوست شدید بر اثر مصرف، اغلب این داروها در حال حاضر برای درمان آی‌بی‌اس در دسترس نیستند یا توصیه نمی‌شوند.
داروهای دیگر
سیلیکات منیزیم آلومینیوم و آلورین می‌توانند در درمان آی‌بی‌اس مؤثر باشند. شواهد متناقضی دربارهٔ تأثیرات مثبت داروهای ضدافسردگی بر آی‌بی‌اس وجود دارد. در حالی که برخی متاآنالیزها تأثیرات مثبت داروهای ضدافسردگی را تأیید می‌کنند، برخی دیگر این موضوع را رد می‌نمایند. مطالعات اخیر نشان می‌دهند که ریفاکسیمین می‌تواند به عنوان یک درمان مؤثر برای نفخ شکم استفاده شود.
به دلیل نبودِ مدارک کافی برای اثبات منافع اوپیئویدها وهم‌چنین خطر بالقوه وابستگی جسمی و اعتیاد، دربارهٔ استفاده از آن‌ها در درمان آی‌بی‌اس اختلاف نظر وجود دارد.

### مداخلات روان‌پزشکی
در شماری از بررسی‌ها، درمان رفتارشناختی در بهبود علایم سودمند شناخته شده‌است. تمدد اعصاب (ریلکسیشن) نیز مؤثر یافت شده‌است.
جهت درمان سندرم رودهٔ تحریک پذیر سه رویکرد روانشناختی نسبتاً متفاوت وجود دارد که شامل روان درمانی پویشی کوتاه مدت، هیپنوتراپی، و ترکیب متنوعی از درمان‌های شناختی و رفتاری می‌گردد. درمان‌های دارویی، برای علایم سندرم رودهٔ تحریک پذیر، تسکین‌های ناکافی فراهم نموده‌اند، درحالی که کارآزمایی‌های بالینی درمان‌های روانشناختی، بخصوص رفتار درمانی شناختی(CBT)، بهبودی‌هایی را نشان داده‌اند. کارآزمایی‌های کنترل شدهٔ تصادفی، شواهد تجربی نیرومندی در حمایت از اثربخشی مداخلات شناختی به عنوان یک درمان کمکی در کنار درمان معمول طیف گسترده‌ای از مشکلات پزشکی فراهم نموده‌اند که می‌توان از این بین به بیماری‌های قلبی، فشار خون بالا، سرطان، سردردها، درد مزمن، کمردرد مزمن، سندرم خستگی مزمن، آرتریت روماتوئید، سندرم پیش از قاعدگی، و سندرم رودهٔ تحریک پذیر اشاره داشت.

### پزشکی مکمل
با توجه به عدم نتیجه رضایت‌مندی از نتایج حاصله از درمان‌های پزشکی، بیش از ۵۰٪ مردم برای درمان سندرم روده تحریک‌پذیر به درمان‌های مکمل روی آورده‌اند.
؛ پروبیوتیک‌ها

یک محصول سین‌بیوتیک

پروبیوتیک‌ها می‌توانند در درمان سندرم روده‌تحریک‌پذیر مفید باشند. مصرف روزانه حداقل ۱۰ میلیون تا ۱۰۰ میلیون باکتری برای دست‌یابی به نتایج بهتر توصیه شده‌است. برخی تحقیقات اثربخشی پروبیوتیک‌ها در بهبود علائم آی‌بی‌اس را نشان داده‌اند. هرچند تحقیقات بیشتری برای ارائه پیشنهادهای شفاف دربارهٔ تأثیرات مفید پروبیوتیک‌ها مورد نیاز است.
در حال حاضر ماست‌هایی به نام ماست پروبیوتیک تولید می‌شود که می‌تواند در کاهش علائم آی‌بی‌اس مؤثر باشد. از مارس ۱۹۸۲ محصولاتی با نام سین‌بیوتیک نیز وارد بازار شده‌اند که حاوی پروبیوتیک و پربیوتیک می‌باشند. سین‌بیوتیک‌ها در واقع ترکیبی از پروبیوتیک و پربیوتیک هستند و می‌توانند در بهبود علائم آی‌بی‌اس بسیار مؤثر باشند. در ترکیب این محصولات علاوه بر باکتری، نوعی قند به نام فروکتواولیگوساکارید وجود دارد. یکی از علل ایجاد آی‌بی‌اس می‌تواند بر هم خوردن تعادل میکروبی در روده باشد. محصولات سین‌بیوتیک پس از رسیدن به روده فعالیت خود را آغاز می‌کنند؛ باکتری‌ها شروع به بازسازی فلور نرمال نموده و فروکتوالیگوساکارید نیز که مواد غذایی اختصاصی باکتری‌های مفید روده است، شرایط رشد را برای باکتری‌های مفید مهیا می‌کند. سین‌بیوتیک‌ها نوع اسهالی آی‌بی‌اس را با بازسازی فلور نرمال و نوع یبوستی آی‌بی‌اس را با افزایش حرکات روده بهبود می‌بخشند.
داروهای گیاهی
- روغن نعناع: کپسول‌های پوشش دار روغن نعناع در آی‌بی‌اس در کودکان و بزرگسالان پیشنهاد شده‌است.[۱۲۶] شواهد خوبی از اثرات سودمند این کپسول‌ها وجود دارد و توصیه می‌شود که نعناع در بیماران مبتلا به آی‌بی‌اس استفاده شود. به دلیل اینکه بی‌خطر بودن نعناع در دوران بارداری تاکنون ثابت نشده‌است، برای مصرف آن در زنان باردار احتیاط لازم است.[۷۶]
- عصاره چندگیاه: پس از چهار هفته معالجه با این عصاره کاهش قابل توجهی در هر دو مقیاس درد شکمی و علائم آی‌بی‌اس نسبت به دارونما مشاهده شد.[۱۲۷]

شواهد محدودی برای اثربخشی راه‌حل‌های دیگر گیاهی برای آی‌بی‌اس وجود دارد و با توجه به احتمال تداخل برخی از گیاهان با برخی داروها وجود دارد، بهتر است این تداخلات را شناخت.
- یوگا: یوگا ممکن است برای برخی از افراد مبتلا به آی‌بی‌اس مؤثر باشد.[۷۱][۱۲۸] طب سوزنی: ممکن است ارزش تجربه در برخی بیماران را داشته باشد، اما شواهدی که این کارایی را تأیید کنند ضعیف هستند.[۷۶] در یک متاآنالیز که توسط بنیاد همکاری کوکران صورت گرفت، نتیجه گرفته شد که مطالعات انجام شده از کیفیت پایینی برخوردار بوده و مشخص نمی‌کند که آیا طب سوزنی از دارونما تأثیر بیشتری دارد.[۱۲۹]

## همه‌گیرشناسی
مطالعات همه‌گیرشناسی نشان می‌دهد که شیوع سندرم روده تحریک‌پذیر در کشورهای مختلف و در گروه‌های سنی مختلف متفاوت است. نمودار سمت چپ شیوع سندرم روده تحریک‌پذیر را در مناطق جغرافیایی مختلف نشان می‌دهد.
این جدول فهرست مطالعات صورت گرفته در کشورهای مختلف که شیوع آی‌بی‌اس و علائم شبیه آن در آن‌ها گزارش شده‌است را در بردارد.
| درصد جمعیت مبتلا به سندرم روده تحریک‌پذیر گزارش شده در مطالعات مختلف در مناطق جغرافیایی گوناگون | درصد جمعیت مبتلا به سندرم روده تحریک‌پذیر گزارش شده در مطالعات مختلف در مناطق جغرافیایی گوناگون | درصد جمعیت مبتلا به سندرم روده تحریک‌پذیر گزارش شده در مطالعات مختلف در مناطق جغرافیایی گوناگون | درصد جمعیت مبتلا به سندرم روده تحریک‌پذیر گزارش شده در مطالعات مختلف در مناطق جغرافیایی گوناگون                                     |
| کشور                                                                                           | شیوع                                                                                           | سال/مطالعه‌گر                                                                                   | توضیحات |
| ---------------------------------------------------------------------------------------------- | ---------------------------------------------------------------------------------------------- | ---------------------------------------------------------------------------------------------- | --- |
| کانادا                                                                                         | ۶٪                                                                                             | Boivin, ۲۰۰۱                                                                                   | |
| ژاپن                                                                                           | ۱۰٪                                                                                            | Quigley, ۲۰۰۶                                                                                  | شیوع مشکلات گوارشی همراه با درد را نشان می‌دهد.                                                                                     |
| انگلستان                                                                                       | ۸٫۲٪ ۱۰٫۵٪                                                                                     | Ehlin, 2003 Wilson, ۲۰۰۴                                                                       | شیوع از ۱۹۷۰ تا ۲۰۰۴ به‌طرز چشم‌گیری افزایش پیدا کرده‌است.                                                                            |
| ایالات متحده آمریکا                                                                            | ۱۴٫۱٪                                                                                          | Hungin, ۲۰۰۵                                                                                   | بیشتر موارد تشخیص داده نشده‌اند. |
| ایالات متحده آمریکا                                                                            | ۱۵٪                                                                                            | Boivin, ۲۰۰۱                                                                                   | تخمینی |
| پاکستان                                                                                        | ۱۴٪                                                                                            | Jafri, ۲۰۰۷                                                                                    | بیشترین بیمار در محدوده سنی بین ۱۶ تا ۳۰ سال. مردان ۶۵٪ و زنان ۴۴٪                                                                 |
| پاکستان                                                                                        | ۳۴٪                                                                                            | Jafri, ۲۰۰۵                                                                                    | دانش‌آموزان |
| مکزیکوسیتی                                                                                     | ۳۵٪                                                                                            | Schmulson, ۲۰۰۶                                                                                | تعداد=۳۲۴ مطالعه همچنین اسهال و استفراغ را بیماران نشان می‌دهد. ویژگی بارز در این افراد زندگی در استرس موجود در شهرهای پرجمعیت است. |
| برزیل                                                                                          | ۴۳٪                                                                                            | Quigley, ۲۰۰۶                                                                                  | شیوع مشکلات گوارشی همراه با درد را نشان می‌دهد.                                                                                     |
| مکزیک                                                                                          | ۴۶٪                                                                                            | Quigley, ۲۰۰۶                                                                                  | شیوع مشکلات گوارشی همراه با درد را نشان می‌دهد.                                                                                     |

درصد جمعیت مبتلا به آی‌بی‌اس گزارش شده در مطالعات گوناگون در کشورهای مختلف

بیشتر افراد مبتلا به این بیماری جوانان هستند عوامل خطر و عوارض سندرم روده تحریک‌پذیر و تعداد مبتلایان زن به این بیماری به نسبت مردان دو برابر است.
یک مطالعه بر روی مسافران آمریکایی بازگشته از سفرهای بین‌المللی شیوع بالای آی‌بی‌اس و اسهال پایدار و مکرر را که در طول سفر پیشرفت کرده، در این گروه نشان داد. این مطالعه بر روی ۸۳ نفر از اهالی ایالت یوتا که در حال بازگشت از سفر بودند صورت پذیرفت. پرسشنامه‌های گوارشی تکمیل‌شده ۲۷ مورد اسهال پیشرفته در سفر و ۱۰ مورد آی‌بی‌اس پیشرفته در حین سفر را گزارش کردند.

### آی‌بی‌اس در ایران
در فاصله زمانی میان اول ژوئن تا ۳۱ اکتبر سال ۲۰۰۸ مطالعه‌ای با استفاده از کراتیریای رُم سه بر روی ۴۷۵ دانشجوی پزشکی در ایران صورت گرفت. متوسط سن شرکت‌کنندگان در این مطالعه ۲۰٫۸۷ سال بود. الگوریتم رُم سه نشان داد که در ۲۰٫۸٪ از حجم نمونه یعنی ۹۹ نفر آی‌بی‌اس از پیش تشخیص داده شده بود و فراوانی سندرم روده‌تحریک‌پذیر در زنان بیشتر از مردان (۲۱٫۸ ٪ در مقابل ۱۹ ٪) بود. نوع آی‌بی‌اس غالب در این مطالعه آی‌بی‌اس متناوب (۷۱٫۷ ٪) بود. بین طول مدت آی‌بی‌اس و استرس، هیجان و جمعیت خانواده بیمار رابطه مستقیمی وجود دارد. مطالعه نشان داد هیچ ارتباط آماری معنی‌داری بین درآمد و وضعیت تأهل با آی‌بی‌اس وجود ندارد. ۴٫۱ ٪ و ۲٫۱ ٪ از دانش آموزان مبتلا به آی‌بی‌اس مورد معاینه با آندوسکوپی و کولونوسکوپی قرار گرفتند. نتایج حاصل از این مطالعه بیان‌گر این موضوع بود که شیوع آی‌بی‌اس در بین دانشجویان پزشکی در تهران بالا به نظر می‌رسد لذا توسعه برخی از برنامه‌های ارتقاء سلامت برای دانشجویان پزشکی توصیه می‌شود.

## هزینه‌های اقتصادی
هزینه‌های مستقیم ایجادشده بر اثر آی‌بی‌اس تنها در ایالات متحده آمریکا ۱٫۷ تا ۱۰ میلیون دلار برآورد شده که به همراه ۲۰ میلیون دلار هزینه غیرمستقیم، بیش از ۲۱٫۷ تا ۳۰ میلیون دلار خسارت به اقتصاد آن کشور تحمیل کرده‌است. مقایسهٔ هزینه‌های درمانی بیماران آی‌بی‌اس و گروه شاهد که توسط یک شرکت نظارتی صورت گرفته، رشد سالیانهٔ ۴۹٪ در هزینه‌های تشخیصی و درمانی مرتبط با آی‌بی‌اس را نشان می‌دهد. در سال ۲۰۰۷ مطالعه‌ای از سازمان مدیریت مراقبت نشان داد که بیماران آی‌بی‌اس به‌طور متوسط سالانه برای هزینه‌های مستقیم از ۴۰۶ تا ۵۰۴۹ دلار هزینه متحمل می‌شوند.
یک تحقیق از کارگران با سندرم روده تحریک‌پذیر نشان داد که آن‌ها ۳۴٫۶٪ از بهره‌وری خود را (۱۳٫۸ ساعت در هر ۴۰ ساعت کار در هفته) از دست داده‌اند. بررسی برگه‌های مالیاتی ۱۰۰ شرکت دربارهٔ هزینه‌های بهداشتی کارفرمایان و مقایسه آن‌ها با داده‌های سال ۱۹۹۰ نشان می‌دهد که بیماران آی‌بی‌اس برای درمان ۴۵۲۷ دلار در مقابل ۳۲۷۶ دلار برای کنترل پرداخته‌اند. بررسی پژوهشی پیرامون هزینه داروهای مؤثر در درمان آی‌بی‌اس که توسط شرکت نوارتیس، و با پشتیبانی دانشگاه جورجیا صورت گرفته نشان می‌دهد که تهیه این داروها در ایالت کالیفرنیا ۹۶۳ و در ایالت کارولینای شمالی ۲۱۹۱ دلار بار مالی اضافی بر دوش بیماران وارد کرده‌است. بیماران مبتلا به آی‌بی‌اس بیشترین هزینه‌های ویزیت پزشکان، ویزیت سرپایی و هزینه‌های دارویی را متحمل می‌شوند که با هزینه‌های پرداخت‌شده توسط بیماران مبتلا به آسم برابری می‌کند.

## تحقیقات
گیبسون و شفرد یک رژیم غذایی با فودمپ پایین تعیین نموده‌اند که در حال حاضر شواهد پایه‌ای به اندازهٔ کافی قوی، برای آنکه کاربرد گسترده آن رژیم غذایی، در شرایطی مانند بیماری‌های التهابی روده و سندرم روده تحریک‌پذیر توصیه شود، موجود است. آن‌ها همچنین بیان کرده‌اند که اعمال محدودیت در زمینه فراورده‌های تخمیری اعم از: اولیگوساکارید، دی‌ساکارید و مونوساکارید‌ها و پلی‌یول‌ها به‌طور کامل، و نه به صورت تک‌تک و جداگانه، در کنترل علائم اختلالات عملکردی دستگاه گوارش (به عنوان مثال در مورد سندرم روده تحریک‌پذیر) و همین‌طور در بیشتر مبتلایان به بیماری‌های التهابی روده، به خوبی مؤثر است. این روش به مراتب موفقیت آمیزتر از حالتی‌است که در آن، اعمال محدودیت تنها در مورد فروکتوز و فروکتان‌ها صورت می‌پذیرد، و طی آن محدودسازی فودمپها نیز، در مورد کسانی که دچار سوء جذب فروکتوز هستند، توصیه می‌شود. عوارض و مخاطرات طولانی مدتی که ضمن استفاده از این رژیم غذایی بوقوع می‌پیوستند، زیاد بوده‌است.
یک کارآزمایی شاهددار تصادفی که بر روی بیماران مبتلا به سندرم روده تحریک‌پذیر انجام گرفت، کشف کرد که تخفیف دادن رژیم غذایی در مورد یک نوع وابسته به آی‌جی‌جی عدم تحمل به مواد غذایی، منجر به یک افزایش ۲۴ درصدی در میزان زوال علایم خواهد شد که این در مقایسه با کسانی که نسبت به حذف رژیم غذایی اقدام کرده و حذف مواد غذایی بر مبنای آنتی بادی آی‌جی‌جی را مد نظر قرار می‌دهند، ممکن است در کاهش علائم سندرم روده تحریک‌پذیر مؤثرتر عمل کند و ارزش انجام تحقیقات بیومدیکال بیشتر را نیز در آینده داشته باشد.
برای اطلاعات بیشتر بنگرید به: سرمایه‌گذاری مؤسسات ملی بهداشت بر تحقیقات مرتبط با سندرم روده تحریک‌پذیر
مؤسسات ملی بهداشت ایالات متحده آمریکا از سال ۱۹۷۴ میلادی یک پایگاه اطلاعاتی داده رسانی، با قابلیت جستجو، به منظور اعطای برخی جوایز به پژوهشگران فعال در عرصهٔ پزشکی، در پایگاه داده‌رسانی سی آر آی اس پی خویش، ایجاد کرده‌اند که هزینه‌های لازم را، برای اعطای جوایز جدید خود، در صفحه اینترنتی ویژه جایزه درون‌مرزی گرانت، فراهم می‌سازند. در سال ۲۰۰۶ این نهادها، حدود ۵۶ مورد از جوایز یا کمک‌هزینه‌های خود را به پژوهش‌های مرتبط با سندرم روده تحریک‌پذیر اختصاص دادند، که در مجموع هزینه‌ای حدود ۱۸٫۷ میلیون دلار در برداشت.

## معادل‌های انگلیسی
1. ↑  Irritable Bowel Syndrome
2. ↑  Intestinal Gas
3. ↑  Diarrhea
4. ↑  Constipation
5. ↑  Coeliac Disease
6. ↑  Giardiasis
7. ↑  Inflammatory Bowel Disease
8. ↑  Functional Constipation
9. ↑  Chronic Functional Abdominal Pain
10. ↑  Balloon Insufflation Test
11. ↑  Gastrointestinal Tract
12. ↑  Gut Flora
13. ↑  Immune System
14. ↑  Diarrhea-Predominant
15. ↑  آی‌بی‌اس-D
16. ↑  Constipation-Predominant
17. ↑  آی‌بی‌اس-C
18. ↑  آی‌بی‌اس-A
19. ↑  Pain-Predominant
20. ↑  Post-Infectious or آی‌بی‌اس-PI
21. ↑  Positive Stool Culture
22. ↑  Over-the-counter
23. ↑  Rocky Mountain Medical Journal
24. ↑  Cholinergic
25. ↑  Journal of Clinical Gastroenterology
26. ↑  An International Journal Of Gastroenterology And Hepatology
27. ↑  Etiology
28. ↑  Cytokines
29. ↑  Active Infections
30. ↑  Rifaximin
31. ↑  Small Bowel Bacterial Overgrowth Syndrome
32. ↑  Pathogen
33. ↑  Blastocystis
34. ↑  Antiprotozoals
35. ↑  Dientamoeba Fragilis
36. ↑  Parasitic Infections
37. ↑  lactose Intolerance
38. ↑  Colonoscopy
39. ↑  Tenesmus
40. ↑  Gastroesophageal Reflux
41. ↑  Fibromyalgia
42. ↑  Сhronic Fatigue Syndrome (CFS)
43. ↑  American Gastroenterological Association
44. ↑  Manning Criteria
45. ↑  Rome I and II criteria
46. ↑  Kruis Criteria
47. ↑  Rome III Process
48. ↑  Red Flag
49. ↑  Nocturnal symptoms
50. ↑  The American College of Gastroenterology
51. ↑  Helicobacter Pylori
52. ↑  Benzodiazepine
53. ↑  Lactose Intolerance
54. ↑  Fructose
55. ↑  Fructan
56. ↑  Psyllium
57. ↑  Amitiza
58. ↑  Cochrane Collaboration
59. ↑  Neurotropics
60. ↑  Musculotropics
61. ↑  Tegaserod (Zelnorm)
62. ↑  Probiotics
63. ↑  Synbiotics
64. ↑  Prebiotic
65. ↑  Fructo-Oligosaccharides
66. ↑  Friendly Bacteria
67. ↑  Novartis
68. ↑  FODMAP - Fermentable Oligo-, Di-, and Mono-saccharides, And Polyols
69. ↑  IgG - Immunoglobulin G
70. ↑  The National Institutes of Health Funding of آی‌بی‌اس Research